# 瓦倫薩車站
瓦倫薩車站（Estação ferroviária de Valença）是葡萄牙北部維亞納堡區瓦倫薩的主要火車站。該站主要服務於前往波爾圖和葡萄牙北部的區域和長途交通，以及連接到西班牙加利西亞的邊界。